# Live (Simon Webbe)
Live è un album registrato dal vivo del cantante inglese Simon Webbe durante il concerto tenuto al Birmingham NIA il 27 maggio 2007 e reso disponibile per il download appena subito dopo il concerto, mentre per i negozi il 28 maggio 2007.  L'album contiene tutte le canzoni della carriera dell'artista, inclusi brani del periodo in cui faceva parte della boy band Blue. Sono inoltre presenti cover di altri artisti come Lenny Kravitz, gli Oasis, i The Killers e i Muse.

## Tracce

### CD 1
1. Sanctuary
2. Ashamed
3. Don't Wanna Be That Man
4. After All This Time
5. Free
6. A Little High
7. Lay Your Hands
8. Lay Your Hands (Upbeat)
9. Ready or Not - I Don't Wanna Know (Medley)
10. All About You - Wonderwall (Medley)
11. Run
12. All I Want

### CD 2
1. Thanks
2. My Soul Pleads For You
3. That's the Way It Goes
4. When You Were Young
5. Supermassive Black Hole
6. Fly Away
7. Blue Medley - Part 1
8. Blue Medley - Part 2
9. Thanks - Part 2
10. Grace
11. Seventeen
12. Coming Around Again
13. Ride the Storm
14. No Worries